# 955
Năm 955 là một năm trong lịch Julius.